# Alexander af Württemberg (1771–1833)
 For alternative betydninger, se Alexander af Württemberg. (Se også artikler, som begynder med Alexander af Württemberg)
Titulær hertug Alexander Friedrich Karl af Württemberg, født 5. maj 1771 i Mömpelgard, død 4. juli 1833 i Gotha), var en tysk officer, adelsmand og titulær hertug af Württemberg. Han var søn af regerende hertug Frederik 2. Eugen af Württemberg.
Han var bror til kong Frederik 1. af Württemberg og kejserinde Maria Feodorovna af Rusland, der var gift med Nikolaj 1. af Rusland. Hertug Alexander var russisk general og politiker. I mange år boede han sammen med sin familie i Sankt Petersborg.

## Biografi
Han giftede sig i Coburg 1798 med Antoinette af Sachsen-Coburg-Saalfeld(1779-1824). Hun var datter af hertug Franz Friedrich af Sachsen-Coburg-Saalfeld.
Under Napoleonskrigene gjorde han tjeneste i den russiske hær , der stod under hans søstersøn Alexander 1. af Rusland. Det var i denne periode, at hans familie boede i Sankt Petersborg.

## Børn
- Marie (1799-1860), gift med sin morbror, Ernst 1. af Sachsen-Coburg og Gotha (1784-1844)
- Paul Karl Konstantin (1800-1802)
- Alexander af Württemberg (1804-1881), gift med Marie af Bourbon-Orléans (1813-1839)
- Ernst Alexander (1807-1868), gift morganatisk
- Fredrik Wilhelm Ferdinand (1810-1815)